# South Fulton (Tennessee)
South Fulton város az USA Tennessee államában, Obion megyében. Lakosainak száma 2245 fő (2020. április 1.).

## Népesség
A település népességének változása:

| 2010 | 2 354 |
| 2020 | 2 245 |